# Доброволець (телесеріал, 2009)
«Доброволець» — російський мінісеріал режисерів Едуарда Боякова і Руслана Малікова, який вийшов на екрани в 2009 році.

## Зміст
У Тіра є вибір, ким стати в житті: наркокурьером і мати непогані гроші, працювати в офісі, вступити до інституту. Але юний фанат графіті обирає інший шлях. Він встає на стежку пошуку загадкового і анонімного Пітона — художника-граффитиста, який створює справжні шедеври своєї справи. Отримати могутність цієї людини, його магічні можливості у творчості — все це займає Тіра більше всього на світі. Він ще не знає, що цей шлях буде для нього занадто драматичним.

## Ролі
| Актор                | Роль |
| -------------------- | ---- |
| Іван Макаревич       | -    |
| Ілля Іосіфов         | -    |
| Інгеборга Дапкунайте | -    |
| Тетяна Друбич        | -    |
| Андрій Смоляков      | -    |
| Павло Артем'єв       | -    |
| Донатас Грудович     | -    |
| Владислав Лешкевич   | -    |
| Сергій Друзьяк       | -    |
| Руслан Бідляєв       | -    |

## Знімальна група
- Режисер-постановник — Едуард Бояков, Руслан Маліков
- Сценаристи — Михайло Дурненков, за участю Едуарда Боякова і Руслана Малікова
- Продюсер — Едуард Бояков, Анастасія Рагозіна
- Композитори — Андрій Самсонов, Володимир Мартинов